# Ганс Йоран Перссон
Ганс Йоран Перссон (швед. Hans Göran Persson; нар. 20 січня 1949, Вінгокер, Вінгокер, Седерманланд, Швеція) — прем'єр-міністр Швеції з 1996 по 2006 роки. Після закінчення університету Перссон протягом декількох років перебував у керівництві Демократичної спілки молоді Швеції. Вперше Перссон був обраний до парламенту в 1979 році. З тих пір він неодноразово очолював парламентські комітети, займав посаду міністра.
У 1996 році Перссон став прем'єр-міністром Швеції. З того ж часу він очолював Соціал-демократичну партію Швеції. У своїй політичній програмі Перссон підкреслював важливість доступності якісної освіти для процвітання суспільства.
Після поразки на парламентських виборах у вересні 2006 року від право-центристського Альянсу чотирьох ліберально-консервативних політичних партій з лідером Помірної коаліційної партії Швеції Фредріком Рейнфельдтом на чолі, Перссон подав у відставку з поста прем'єр-міністра.
На позачерговому конгресі Соціал-демократичної партії 17 березня 2007 Мона Салін була обрана наступником Перссона на посту голови.
Перссон продовжує займатися активною громадською діяльністю, зокрема, входить до складу Європейської ради з толерантності і взаємоповаги, що займається моніторингом ситуації в сфері толерантності в Європі і готує пропозиції та ініціативи з цієї теми.